# Diopisthoporus longitubus
Diopisthoporus longitubus är en plattmaskart som beskrevs av Westblad 1940. Diopisthoporus longitubus ingår i släktet Diopisthoporus och familjen Diopisthoporidae. Arten är reproducerande i Sverige. Inga underarter finns listade i Catalogue of Life.